# Marcel Moyse
Marcel Joseph Moyse (Saint-Amour, França, 17 de maig de 1889 - Brattleboro, Vermont, Estats Units,1 de novembre de 1984), fill de Christine Joséphine Moyse i Bernod Moyse i marit de Céline Gautreau, va ser uns dels flautistes més reconeguts de la història de l'escola francesa de flauta.

## Una infància musical
Més tard, Marcel Moyse recordava els seus primers anys amb emoció i enyorança. Va tenir una infància molt feliç i, com ell va dir, El poble sencer va ser la meva família. En tota la seva vida, mai es va cansar de tornar-hi.
El seu primer contacte amb la música va ser abans de tenir set anys tallant xiulets de fusta. Es va creure que tant la mare de Marcel com ell mateix havien mort el mateix any de 1889, però set anys després els avis van descobrir que el seu net havia sobreviscut; van anar a reclamar el petit Moisès a Mme Perretier per retornar-lo a la seva família.
Vivia a Besançon i passava les vacances a Saint-Amour. A Besançon, el seu avi el portava a veure tant operetes com companyies de circ. Les seves primeres experiències van ser probablement les desfilades de fanfares militars dels dissabtes a la tarda i els Saltimbanques de Louis Ganne, que sovint se sentien tres nits seguides.
El seu interès musical va ser motivat pel seu avi, que li va donar una flauta i el va introduir en les lliçons musicals amb M. Angelloz, a l'escola de música, quan tenia dotze anys. Poc després, el seu oncle li compra la seva flauta de veritat, una Lebret, que fa servir més tard quan toca a l'orquestra dels Concerts Lamoureux. Després de la Lebret, utilitza una flauta Bonneville i després una Louis Lot. Era un músic dotat però una mica irregular; per això el seu oncle, Joseph Moyse, violoncel·lista als Concerts Lamoureux, el va enviar al Conservatori de París.

## Conservatori de París
És allà on coneix els tres homes que exercirien una influència determinant sobre el seu desenvolupament musical: els seus mestres Adolphe Hennebains, Paul Taffanel i Philippe Gaubert.
Marcel Moyse es va traslladar a París el 1904 per viure amb el seu oncle, amb qui va observar de primera mà la vida del músic professional mitjà. L'oncle tocava a la secció de violoncels de l'Orquestra Lamoureux, o Concerts Lamoureux, una institució musical de gran prestigi fundada el 1881 per Charles Lamoureux. El nebot, per integrar-se a la vida parisenca, depenia de l'oncle, que va establir un pla per guiar-lo socialment i intel·lectualment. En el primer mes Marcel podia fer el que volgués: assistir a concerts, visitar museus, passejar pels carrers. Com que havia dit al seu oncle que volia ser escultor, el va inscriure en una classe de dibuix a l'Escola Boule, però també tenia la intenció de buscar-li un professor de flauta.
Amb l'ajuda d'Alfred Moyse, l'oncle li va comprar una nova flauta i immediatament li assignà diverses sessions de pràctica diària de quaranta-cinc minuts cadascuna, intercalades amb quinze minuts de lectura de la seva extensa biblioteca personal. Juntament amb aquest ampli estudi sobre flauta, el va portar a assajos i concerts per tal de donar-li una idea del que era possible per al futur. Al maig de 1904, el va presentar a Adolphe Hennebains. Hennebains va comentar favorablement les habilitats del noi i el va acceptar com a alumne, una decisió que va ser un pas de gegant cap al Conservatori.
Després d'uns pocs mesos d'estudi amb Hennebains, Moyse havia avançat ràpidament i va ser convidat a assistir com a oient a la classe de Paul Taffanel al Conservatori de París. Taffanel estava molt ben considerat i, encara que, quan Moyse el va tenir com a mestre, ja tenia seixanta anys i s'havia retirat de la interpretació, el temps que va passar amb ell va ser molt valuós. Moyse va copsar immediatament el repertori estàndard requerit per ser admès al Conservatori. Sota la direcció de Hennebains i amb l'aprovació de Taffanel, Moyse va fer una prova i va guanyar un lloc a la classe de flauta al Conservatori de París a la tardor de 1905. El 1906, amb només un any de formació al Conservatori, Moyse va fer l'estrena d'una nova peça d'examen, Nocturne et Allegro scherzando, de Philippe Gaubert. Si Moyse estava nerviós, no es va notar: l'ampla melodia del nocturn i els salts i girs capritxosos de l'scherzo eren vehicles perfectes per al seu to expressiu i la seva tècnica àgil. A l'edat de disset anys, Moyse va acceptar un primer premi i es va considerar preparat per a una carrera professional.
Moyse s'havia convertit en un entre un grapat de flautistes que al llarg de la història del Conservatori havien estat qualificats per a un primer premi en un any, però li faltava perfeccionar, i ho sabia. Poc després de sortir de l'escola es va apropar a Hennebains per a més lliçons, però el seu antic mestre el va rebutjar, dient que als divuit anys ja era un artista consumat. Així Moyse va anar a Philippe Gaubert, que aleshores tocava amb l'Òpera i la Societat de Concerts. Gaubert, que havia quedat impressionat pel rendiment dels concursos en solitari de Moyse, va tenir el plaer d'acceptar-lo com un estudiant privat, tots els divendres a les cinc de la tarda. Moyse va quedar amb Gaubert durant uns quatre anys. "Gaubert va ser un músic instintiu", va dir. "Va tocar tan naturalment com una persona camina, fent un pas amb el peu esquerre, després el dret, evitant tots els obstacles. L'instint musical de Gaubert era com un instint del cos-música sense pensar-hi."

## Carrera
El 1911 Moyse participa en un tour al voltant dels Estats Units amb Nellie Melba fins que ha d'abandonar-ho temporalment per pneumònia crònica. Entre 1916 i 1918 Nadia Boulanger invita Moyse a tocar en les seves classes d'anàlisi musical. Moyse aconsegueix el lloc de soliste a l'Opéra-Comique, amb Albert Manouvrier com segon flauta. La carrera de Moyse segueix desenvolupant-se i arriba a ser primer flauta de la Société des concerts. Com dat curios, durant els anys 20, la seva familla va tenir molta amistat amb Raphaël Delbos, tromboniste de l'Opéra-Comique.
El 1931, Moyse prendre el lloc de Philippe Gaubert com a professor del 'Conservatoire de musique de Paris, on entre altres alumnes tingué a Jean Fournet. De 1933 al 1949, ensenya de la mateixa manera al conservatori de Ginebra on va anar cada setmana. És el 1931 quan va conèixer Blanche Honneger, quand el flautista de lorquestra de la Suisse Romande, Marcel Welsch, es va suïcidar abans de tocar el 5è concert de Brandemburgo. Així, Blanche li proposa com reemplazante. Va ser en aquest moment quan neix el Trio Moyse, el 1934, el mateix any quan va interpretar en concert per primera vegada el concert per a flauta de Jacques Ibert. El 1936, la seva carrera es troba en ple apogeu, amb molts concerts e invitacions a festivals com als Estats Units o a la radio NBC de Nueva York.
Quan Paris va ser envaït pels alemanys el 1940, Moyse abandona el lloc de professor a Paris, substituït per Gaston Crunelle, i es retira amb la seva familla a Saint-Amour; pero no abandona Ginebra com a professor ni com a concertista. Després d'una proposta fallida por la situacion politica a Agentina entre 1948 y 1949, Rudolf Serkin i Adolf Busch, li proposan crear una facultat de música en la Universitat de Marlboro en Vermont (EUA). Tot i les bones expectatives per al Trio, per la bona reputació internacional que tenien, Moyse es porta una gran decepció en no tenir suficients alumnes, i per tant, diners. Al tardor de 1950, creen el futur centre musical de Brattleboro. Es va creura que la poca demanda que tenia en Estats Units era pels 'reis' de la flauta americans, per pura enveja, ja que tothom coneixia perfectament els seus famosos llibres d'estudis i tècnica. Fins a 1964, viatja per tot el país i part del Canadà. Més tard, comença a donar classes publicas en Suïssa i entre 1969 i 1970 a Canterbury. invitat per Trevor Wye. De la mateixa manera, el 1977 seguirà frecuentement donant classes al Conservatori de Paris. Mor en novembre de 1984.

## Enregistraments
Bach
2º Concerto brandebourgeois (Columbia LX439/40; Columbia (USA) 64837/8D)
4º Concerto brandebourgeois (Columbia LX441/2; Columbia (USA) 68440/1D)
5º Concerto brandebourgeois (Columbia LX444/6; Columbia (USA) 68442/4D; Columbia masterworks CM249/50 (9))
Sarabande de la Sonate pour flûte seule en la mineur (Columbia (France) DF1801; Columbia (USA) 17066)
2a suite en si mineur (HMV DB 3015/7; Victor 11996/8)
Polonaise i Bandinerie de la 2a suite en si mineur (Columbia [France] D19088)
Sonate en trio en sol majeur, BWV 1038 (HMV C 3671; DB 5076; Victor 13591; HMV (Australia) ED 431
Bate, Stanley
Sonate for flute and piano (L'Oiseau-Lyre OL 25/26)
Beethoven
Sérénade, op 25, 1r, 2n, 4t i 6è moviments (Decca K 582/3; Decca (USA) 25592/3
Trio (OL 81/2)
Berlioz
Trio des jeunes Ismaélites de l'Enfance du Christ (Decca TF 139/ Decca (USA) G-25750
Trio (Columbia D25750)
Bizet
Menuet de L'Arlésienne (K 5165 (12))
Entracte de Carmen (Columbia 9535; Columbia (France) D 14230
Blavet
Sonate en re mineur "La Vibray" (l'Anthologie sonore 9 (11))
Boehm
Variations brillantes sur un air suisse (Odéon 165.854.)
Borne
Carmen, Fantaisia brillante (Odéon 165.855.)
Cimarosa
Concert en sol major per a dues flautes i orchestra (La Voix de son maître SL 131/2)
Couperin
Le Rossignol en amour (Columbia DB 1645; Columbia (Australia) DO 1607 (1))
Debussy
Prélude a l'après-midi d'un faune (Columbia DX 279; Columbia (France) LFX 30; Columbia (USA) 68010D; La Voix de son maître W-1150)
Sonate pour flûte, alto et harpe (La Voix de son maître L 1066/7; Victor Marterworks Set M-873; Victor 11810/1 (15); Odéon 165.243/5; Decca (USA) 20085/7 (13)
Syrinx (Columbia (France) D19056 (1))
Decruck, F.
Le Sablier (Étoile 11233)
Donizetti
Air de la folie de Lucia di Lammermoor (La Voiz de son maître W-966)
Doppler
Fantaisie Pastorale Hongroise (Columbia DB 1630/1; Columbia (Australia) DO 1568/9)
Drigo
Les millions d'Arlequin - Sérénade (Columbia (Australia) DO 1692 (13))
Dvorak
Humoreske, op. 101 núm. 7 (Columbia DB 1617)
Falla
Concerto pour clavecin (Columbia (France) LFX 92/3; Columbia (USA) 67922/3D (16)
Ferroud
Trois pièces pour flûte (Columbia (France) DFX 194; Columbia (USA) 68433D (11))
Gaubert
Madrigal (Odéon 165.855 (12))
Nocturne et allegro scherzando (Danacord LP DACO 135)
Gennaro
Aubade pritanière (La Voix de son Maître SK 106 (3) i (11))
Genin, Paul-Agricole
Carnaval de Venise (Columbia (France) D 11062; HMV K-5165 (14))
Fantaisie avec variations sur un air napolitain (Odéon 165.853 (12))
Gluck
Scène des Champs-Élysées (La Voiz de son maître K-5266 (2); Columbia LX 429; Pathé PDT 24)
Plus j'observe ces lieux [Air de Renaud] (Columbia (France) LF 76; Columbia (USA) 4127-M)
Godard
Idylle (Odéon 165.853 (14).
Haendel
Menuet et allegro de la Sonata en sol major (La Voiz de son maître K-5266 (10))
Hoérée
Septuor, op. 3 (La Voiz de son maître L 898)
Honegger
2n moviment de la Petite Suite (Le chant du monde 530)
Hüe
Fantaisie (Columbia (France) 11006 (12))
Ibert
Entr'acte (Le Chant du Monde 530, 518 (12)
Concerto (La Voix de son maître L 1013/4 (!2)
Pièce pour flûte seule (Columbia (France) DF 1801; Columbia (USA) 17066 (12)
Lalo
Namouna - Parade de foire (La Voix de son maître W 1173)
Martinů
Sonate per flauta, violin i piano (Victor 12493/4 (2))
Meyerbeer
Ombre légère (La Voix de son maître P831)
Louis Moyse
Sérénade (La Voix de son maître SK 106 (11))
Mozart
Concert en sol major (La Voix de son maître L 1021/3; Victor Masterworks Set M 396)
Concert en re major (HMV C 2258/9; La Voix de son maître L 835/6)
Concert pour flûte et harpe (HMV C 2387/9; C 7219/21; La Voix de son maître L 876/8)
Naudot
1e i 2n moviments de la Sonata en si minor per dues flautes, op. 6, núm. 1 (L'Oiseau-Lyre OL 26 (11))
Neubauer
Adagio pour flûte et alto (La Voix de son maître DB5080 (10))
Noblot
Mélodie (Odéon 165.856
Pierné
Sonata da camera (Columbia 5275/7)
Ravel
Introduction et Allegro (La Voix de son maître K-8168/9; Victor 4509/10 (4) i (15))
Reichet
Fantaisie (Columbia (France) DF 1312
Rossini
Ouverture de Guilleume Tell (La Voiz de son maître DA 4833/4)
Roussel
Joueurs de flûte (Columbia (France) DF 1800)
Saint-Saëns
Le Cygne (Odéon 165.856)
Aquarium i Volière (Columbia 9520; Columbia (France) 12505
Schultze
Sonate núm. 1 en mi minor per dues flautes (La Voix de son maître DB 5080; Victor 12492 (10))
Stravinsky
Octuor (Columbia LX 308/9; Columbia (France) LFX 287/8; Columbia (USA) recueil CX 25)
Taffanel
Andante Pastorale (Columbia (France) D 19056 (1)) i scherzettino (Columbia (France) D 19088
Taki, Rentaro
Kojo No Tsuki (LP MGF-1003; LP OZ-7554-N)
Telemann
Quartuor en mi minor (L'Anthologie sonore 26)
Sonata en trio en mi minor (OL 20 (11))
Tchaikovsky
Andante Cantabile (Columbia DX 721 (1))
Werzger, Paul
Am Waldesbach, op. 33 (Columbia DX 721 (1))
Woodall
Serenade (Columbia DB 1645; Columbia (Australia) DO 1607 (11))
Yamada
Karatachi No Hana (Columbia (Japon) LP OZ-7554-N)

## Publicacions
a) publicacions originals

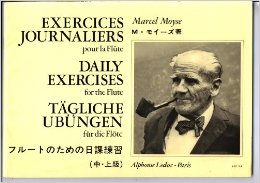

1. 1. Études et exercices techniques (1921)
2. Exercices journaliers (1923)
3. École de l'articulation (1928)
4. Mécanisme - Chromatisme (1928)
5. 12 études de grande virtuosité d'après Chopin (1929)
6. 25 études de virtuosité d'après Czerny (1929)
7. 20 études d'apres Kreutzer (1929)
8. 24 petites études mélodiques avec variations (1932)
9. 25 études mélodiques avec variations (1932)
10. 100 études faciles et progressives d'après Cramer (1933)
11. 48 études de virtuosité (en 2 volums) (1933)
12. Gammes et arpèges - 480 exercices (1933)
13. De la sonorité - Art et technique (1934)
14. 10 études d'après Kessler (1935)
15. 20 exercices et études sur les grandes liaisons (1935)
16. Le Débutant flutiste (1935)
17. 10 études d'après Wieniawsky (1935)

b) publicacions revisades o arreglades
Berbiguier
- 18 exercices ou études (1949)
- Grandes études caractéristiques (1949)

Boehm
- 12 Études (1949)
- 25 Caprices-Études (Op.26) (1949)

Demersseman
- 50 Études mélodiques (op.4) (1937)

Fürstenau
- Bouquet de tons (op. 125) (1952)
- Exercices (op. 15) (1945)
- 26 Exercices ou études (op. 107) (1949)
- 6 Grandes études (1949)

Soussman
- 24 Études journalières (op. 53) (1949)